# Милица Авировић
Милица Авировић (1898 — 1926) била је српска позоришна глумица и певачица.

## Биографија
Рођена је 1898. године у Молу у Војводини. Завршила је учитељску школу, студије филозофије и конзерваторијум у Бечу. Глумила је у Обласном позоришту и Српском народном позоришту у Новом Саду. Умрла је у 1926. године у Сенти. Сматрана је изузетно образованом и талентованом глумицом. Позориште је напустила након удаје, а убрзо потом је и умрла. Истицала се својим образовањем а савременици је описују као талентовану, емотивну глумицу, која је умела да пронађе праву меру у тумачењу како драмских тако и певачких улога.

## Значајна позоришна глумачка остварења
- Офелија у Хамлету
- султанија у Хасанагиници
- Никлаус у Хофмановим причама
- Стази у Кнегињи чардаша
- Ањуша у Царству мрака
- Резл у Богу освете